# Francesc Guillamon Nieto
Francesc Guillamon Nieto (Barcelona, 1933 - 17 de febrer de 2015) fou un alpinista català pioner en l'escalada de dificultat.
Guillamon fou un escalador pioner i capdavanter els anys 1950 i 1960 a Catalunya, s'inicia al Club Muntanyenc Barcelonès, on practicà l'escalada, l'espeleologia i l'esquí.
Amb el seu cosí Josep Manuel Anglada formaven la cordada Anglada-Guillamon, que va obrir cèlebres vies d'escalada al congost de Terradets, al Pedraforca, al Mallo Pisón de Riglos, a Montserrat, etc. A partir dels anys 1960, l'alpinisme català gira cua cap a objectius fora d'Europa. A finals dels 1950, Josep Manuel Anglada i Francesc Guillamon ja havien portat a terme diverses ascensions als Dolomites.
Als anys 1961 i 1963 va participar en les primeres expedicions d'alpinistes catalans als Andes, on va escalar nombrosos cims verges entre 5.000 i 5.500 metres al Ayacachi i Yauyos. L'any 1963 amb Anglada entre d'altres, realitza l'apertura de la primera via d'escalada directa del Siula Grande als Andes del Perú, on l'alpinista valencià Miguel Gómez realitzà tasques de logística.
Fou secretari del Comitè d'Expedicions de la Federació Espanyola d'Esports de Muntanya i Escalada des de l'any 1965 al 1975 i vicepresident de la Federació d'Entitats Excursionistes de Catalunya des de l'any 1997 al 2008.

## Apertures i escalades[2]
- Bagasses, al congost de Terradets (primera via de la paret, any 1959)
- Directa nord del Pedraforca
- Mallo Pisón de Riglos
- Cavall Bernat, l'Elefant, el Faraó i la Cadireta d'Agulles, a Montserrat (apertures).
- Paret nord-oest de la Cima Canali, Dolomites (apertura).
- Comici a la Tre Cime di Lavaredo, Dolomites.
- Gran Pilastro de la Pala di San Martino Dolomites.
- Ruta Bonatti del Grand Capucin (Mont Blanc 1960).

## Distincions[2]
- Medalla d'or de la Ciutat de Barcelona al mèrit esportiu.
- Medalla d'or de la Diputació de Barcelona al mèrit esportiu.